# Saint-Mathieu-d'Harricana
Saint-Mathieu-d'Harricana es un municipio canadiense situado en la provincia de Quebec.

## Superficie
Saint-Mathieu-d'Harricana tiene una superficie de 105,86 km².

## Demografía
En 2021, tenía 770 habitantes, una densidad poblacional de 7,3 hab./km², y 349 viviendas.